# Carske grobnice dinastija Ming i Qing
Carske grobnice dinastija Ming i Qing (kineski: 明清皇家陵寝) je zajednički naziv za grobne komplekse i grobnice koje su UNESCO-ova svjetska baština zbog skladne integracije izvanrednih arhitektonskih skupina u prirodni krajolik u duhu geomancije (Feng shui). Izvorno su tri lokaliteta upisano na UNESCO-ov popis mjesta svjetske baštine u Aziji i Oceaniji 2000. godine, no popis je proširen 2003., upisom 8 grobnih kompleksa u Pekingu i Jiangsu, te 2004. godine upisom 3 grobnice careva dinastije Qing iz provincije Liaoning.
Carski mauzoleji predstavljaju izvanredno svjedočanstvo kulturne i arhitektonske tradicije koja je preko 500 godina dominirala ovim dijelom svijeta, a kako su uklopljeni u prirodni okoliš, oni su su i jedinstveni kompleksi kulturnih krajolika. Oni su grobna mjesta slikovitih osoba, ali i mjesta na kojima su se odigrale važne epizode iz kineske povijesti. 
Carske grobnice dinastija Ming i Qing su također i sjajan primjer vjerovanja, svjetonazora i geomantičkih teorija Feng shuija feudalne Kine. Prema tome, lokalitet grobnice, ravnica ili široka dolina, mora imati planinu na sjeveru ispod koje se podižu grobnice s nižim dijelovima prema jugu; s istoka i zapada grobnice moraju biti okružene brdima i imati barem jednu rijeku. Kako bi se uklopile u okoliš, sve građevine prate središnju cestu ("Put duša") koja se može pružati nekoliko kilometara i granati u sporedne ceste koje vode do pojedinačnih mauzoleja. Ulaz s trijemom i pet vrata označava početak Puta duša, a slijede druge građevine kao što su prijemni paviljoni, paviljon sa stelom "Božanskih zasluga", kameni stupovi i parne skulpture životinja, generala i ministara. Nakon nekoliko kamenih mostova slijedi Trijem zmaja i Feniksa, a potom se dolazi do kompleksa građevina koje uključuju dvoranu za meditaciju kojoj su na krilima bočni paviljoni i Memorijalni toranj koji vodi do ozidanih tumula ispod kojih su grobne komore.

## Popis lokaliteta
| Serijski broj | Ime                                                    | površina (m²) | Lokacija           | Koordinate                                    | Bilješke |
| ------------- | ------------------------------------------------------ | ------------- | ------------------ | --------------------------------------------- | --- |
| 1004-001      | Xianling grobnica (獻陵, Grobnica cara Gaozua)         | 876.000       | Zhongxiang, Hubei  | 31°01′N 112°23′E / 31.01°N 112.39°E           | Grobnicu cara Gaozua (566. – 635.) iz dinastije Tang u Zhongxiangu, obnovio je Cui Sun, premijer za vladavine cara Dezonga (742. – 805.). Kako je car Jiajing (vladao od 1521. – 67.) iz dinastije Ming, rođen i odrastao u Zhongxiangu, želio je biti sahranjen u ovom mauzoleju koji je dao obnoviti i urediti. |
| 1004-002      | Istočne Qing grobnice (清东陵, Qīng dōnglíng)          | 2.240.000     | Zunhua, Hubei      | 41°07′N 117°23′E / 41.11°N 117.38°E           | Istočne Qing grobnice, 125 km sjeverozapadno od Pekinga, su najljepši i najveći kompleks carskih mauzoleja u kojemu je sahranjeno pet careva (Shunzhi, Kangxi, Qianlong, Xianfeng i Tongzhi), 15 carica, 136 konkubina, 3 kraljevića i 2 kraljevne dinastije Qing. |
| 1004-003      | Zapadne Qing grobnice (清西陵, Qing Xi líng)           | 18.420.000    | Yixian, Hubei      | 39°12′N 115°08′E / 39.20°N 115.13°E           | Zapadne Qing grobnice, 140 km jugozapadno od Pekinga, su kompleks u kojemu je sahranjeno 78 članova carske obitelji dinastije Qing od kojih i četiri cara: Yongzheng, Jiaqing, Daoguang i Guangxu. Tu su sahranjivani carevi naizmjenično s istočnim Qing grobnicama, ali ne dosljedno, od 1737. do 1913. godine. |
| 1004-004      | Ming grobnice (明十三陵, Míng shísān líng)             | 8.230.000     | Peking             | 40°09′04″N 116°07′59″E / 40.1512°N 116.133°E  | Ming grobnice u distriktu Changping, grada Pekinga, su najljepši i najveći kompleks carskih mauzoleja dinastije Ming u kojemu je sahranjeno 13 careva, počevši od trećeg cara dinastije Ming, Yongle (140.2–1424.), koji je premjestio prijestolnicu iz Nanjinga u Peking, sve do posljednjeg cara dinastije Ming, Chongzhena, koji se objesio u travnju 1644. godine. |
| 1004-005      | Xiaoling grobnica (明孝陵, Grobnica cara Hongwua)      | 1.160.000     | Nanjing, Jiangsu   | 32°03′37″N 118°50′04″E / 32.0603°N 118.8345°E | Mauzolej cara Hongwua, osnivača dinastije Ming, nalazi se u podnožju planine Zijin (紫金山, Zĭjīn Shān; tj. "Ljubičasta planina"), istočno od grada Nanjinga. Izgradnja joj je započela 1381. god., još za života Cara, a dovršena je 1405. godine, za njegova sina, cara Yonglea, i gradilo ju je oko 100.000 radnika. Izvorne zidine su bile duge 22,5 km, a čuvalo ga je 5.000 vojnika. |
| 1004-006      | Grobnica Chang Yuchuna (常遇春)                        | 9.800         | Nanjing, Jiangsu   | 32°02′04″N 118°29′43″E / 32.0344°N 118.4954°E | Grobnica Chang Yuchuna (1330. – 1369.), muslimana i generala cara Hongwua, osnivača dinastije Ming, koji je značajno pridonio osnivanju Carstva, zbog čega mu je Car podigao grobnicu u blizini svog mauzoleja. |
| 1004-007      | Grobnica Qiu Chenga (仇成)                             | 5.500         | Nanjing, Jiangsu   | 32°02′06″N 118°29′42″E / 32.0351°N 118.4951°E | Grobnica Qiu Chenga se nalazi u blizini grobnice Chang Yuchuna. |
| 1004-008      | Grobnica Wu Lianga (吴良)                              | 4.000         | Nanjing, Jiangsu   | 32°02′24″N 118°29′45″E / 32.0400°N 118.4959°E | Grobnica Qiu Chenga se nalazi u blizini grobnica Chang Yuchuna i Qiu Chenga. |
| 1004-009      | Grobnica Wu Zhena (吴桢)                               | 4.000         | Nanjing, Jiangsu   | 32°02′26″N 118°29′45″E / 32.0405°N 118.4957°E | Grobnica carskog slikara dinastije Yuan, Wu Zhena (1280. – 1354.), nalazi se u blizini grobnica Wu Lianga i Qiu Chenga. |
| 1004-010      | Grobnica Xu Da (徐达)                                  | 8.500         | Nanjing, Jiangsu   | 32°01′59″N 118°30′02″E / 32.0330°N 118.5006°E | Grobnica Xu Daa (1330. – 1369.), generala i prijatelja cara Hongwua, osnivača dinastije Ming, koji je značajno pridonio osnivanju Carstva, zbog čega mu je Car podigao grobnicu u blizini svog mauzoleja. On je bio i carski kancelar od 1368. do 1371. godine, te otac carice Xu, supruge cara Yonglea. |
| 1004-011      | Grobnica Li Wenzhonga (李文忠)                         | 8.700         | Nanjing, Jiangsu   | 32°02′41″N 118°30′08″E / 32.0447°N 118.5023°E | Grobnica Li Wenzhonga se nalazi u blizini grobnica Chang Yuchuna i Qiu Chenga. |
| 1004-012      | Yongling grobnica (永陵, Grobnica cara Wanyan Heliboa) | 2.365.900     | Fushun, Liaoning   | 41°31′N 123°32′E / 41.52°N 123.54°E           | Grobnica cara Wanyan Heliboa iz dinastije Liao, sjevrnokineskog naroda Kidan, (vladao od 1074. – 92.) je 1144. prozvana Yonglin, a car za krunidbu cara Xizonga iz dinastije Jin (1119. – 1150.), postumno prozvan Shengsu (聖肅皇帝). |
| 1004-013      | Fuling grobnica (福陵, Fúlíng)                         | 538.600       | Shenyang, Liaoning | 41°29′36″N 123°20′42″E / 41.4934°N 123.3449°E | Mauzolej cara Nurhacija (1559. – 1626.), osnivača dinastije Qing, i njegove supruge Xiao Ci, je služio kao glavno mjesto ritualnih ceremonija carske obitelji tijekom cijele vladavine dinastije Qing. Kompleks mauzoleja se sastoji od kamenih lučnih vrata, središnjih crvenih vrata, puta duša, stupova oblaka, kamenih životinja i stubišta sa 108 stuba koje vode do paviljona Shengongshengde sa stelom; slijede vrata Long'en ispred Dvorane Long'en kojoj na bokovima stoje bočne dvorane, te vrata Lingxing od kojeg vodi pet kamenih oltara do Ming paviljona i tzv. Grada blaga. |
| 1004-014      | Mauzolej Zhaoling (昭陵, Ānshān)                       | 478.900       | Shenyang, Liaoning | 41°28′28″N 123°15′55″E / 41.4744°N 123.2653°E | Mauzolej cara Huang Tajija (1592. – 1643.) i njegove carice Borjite je izgrađen od 1643. – 51. godine i nalazi se u parku Beiling ("Sjeverna grobnica") površine od 3.300.000 m², te je tako najveći carski grobni kompleks sjeverno od Kineskog zida. |

## Vanjske poveznice
- UNESCOva službena stranica
- Lokacija grobnica dinastija Ming i Qing (samo one upisane 2003. i 2004.)

|  | Zajednički poslužitelj ima još gradiva o temi Carske grobnice u Kini |